# غاو هالي-ميرسيبرغ
غاو هالي-ميرسيبرغ كان قسمًا إداريًا لألمانيا النازية من عام 1933 إلى عام 1945 في مقاطعة سكسونيا البروسية. قبل ذلك، من عام 1925 إلى عام 1933، كان التقسيم الإقليمي للحزب النازي في تلك المنطقة.

## التاريخ
تم إنشاء نظام النازي جاو في الأصل في مؤتمر للحزب في 22 مايو 1926، من أجل تحسين إدارة هيكل الحزب. منذ عام 1933 وما بعده، بعد الاستيلاء النازي على السلطة، حل الجاو محل الولايات الألمانية كتقسيمات إدارية في ألمانيا. 
على رأس كل جاو، هناك غاوليتر ذو صلاحيات شبه مطلقة. كل غاولتير محلي غالبًا ما كان يشغل مناصب حكومية بالإضافة إلى مناصب حزبية وكان مسؤولًا، من بين أشياء أخرى، عن الدعاية والمراقبة، ومنذ سبتمبر 1944 فصاعدًا، فولكسستورم والدفاع عن الغاو.  
تم شغل منصب غاولايتر هالي-ميرسيبرغ في البداية من قبل Walter Ernst من عام 1925 إلى عام 1926، يليه Paul Hinkler من عام 1926 إلى عام 1931 وRudolf Jordan من عام 1931 إلى عام 1937. كان يواكيم ألبريشت إجيلينج آخر ‏ غاولايتر، حيث شغل هذا المنصب من عام 1937 إلى عام 1945.   توفي أول اثنين من الغاولايتر، إرنست وهينكلر، في الشهر الأخير من الحرب، قتل الأول في العمل، والثاني عن طريق الانتحار. حُكم على جوردان، الثالث، بالسجن لمدة 25 سنة في الاتحاد السوفياتي بعد الحرب، لكن أُطلق سراحه عام 1955 وتوفي عام 1988.  نشر سيرته الذاتية عن وقته في كغاولايتر وفي الأسر التي لم تظهر أي إشارة إلى أنه كان على استعداد لتحمل المسؤولية عن الأحداث في ألمانيا النازية.  قام Eggelin ، في محاولة لمنع تدمير مدينة Halle، بتقديم التماس غير ناجح للقيادة النازية في أبريل 1945 للسماح له بعدم الدفاع عن المدينة. بعد الرفض أطلق النار على نفسه في 15 أبريل 1945 مع المدينة التي استولى عليها الجيش الأمريكي في 19 أبريل. 